# 乌克兰苏维埃社会主义共和国
乌克兰苏维埃社会主义共和国是前苏联的加盟共和国，国土位于东欧，南临黑海，毗邻摩尔达维亚苏维埃社会主义共和国、白俄罗斯苏维埃社会主义共和国和俄罗斯苏维埃联邦社会主义共和国，和捷克斯洛伐克的接壤点为苏联国土的西极点。根据1989年的苏联人口普查，乌克兰人口为51,706,746，于各加盟共和国中仅次于俄罗斯。乌克兰共产党为该国唯一执政党。
乌克兰苏维埃社会主义共和国是联合国的创始会员国，但其外交事务由苏联代表负责。苏联解体后，乌克兰苏维埃社会主义共和国独立为乌克兰。
乌克兰苏维埃社会主义共和国的边界有过多次变动。1920年，波兰于俄国内战间入侵苏俄，占领西乌克兰并实行波兰化；1939年，苏联入侵波兰，随后将前东波兰国土并入乌克兰；1946年，外喀尔巴阡地区也被划入乌克兰。1954年，原属俄罗斯的克里米亚州划归乌克兰。共和国首都开始为哈尔科夫，1934年迁至基辅，独立后作为乌克兰首都至今。

## 历史

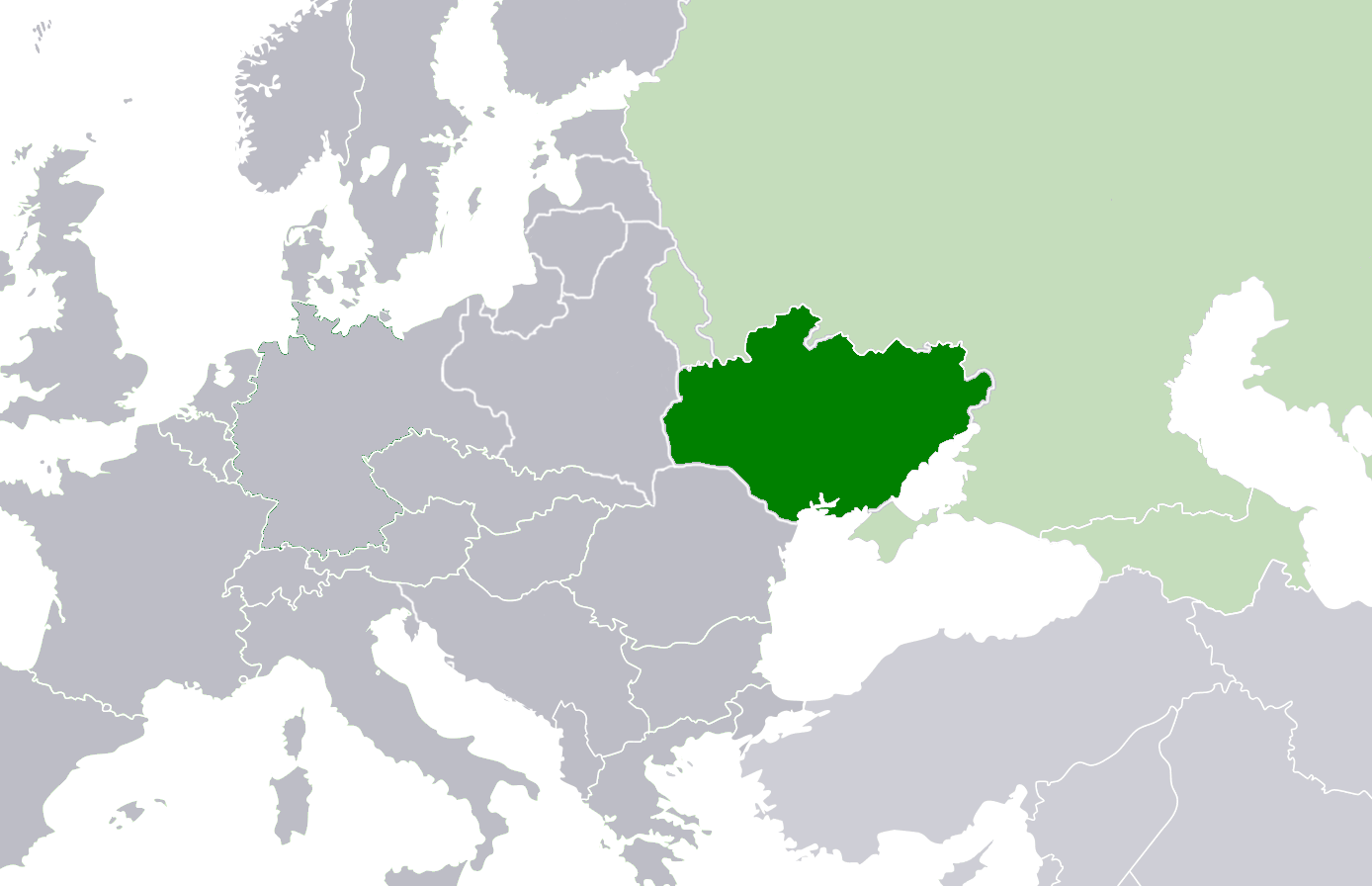
苏维埃乌克兰在1922年的领土范围

俄罗斯帝国和沙皇政权随二月革命瓦解后，乌克兰地区建立起多个自称为共和国的独立政权。其中最为主要的两个政权分别位于哈尔科夫和基辅，前者为“烏克蘭蘇維埃共和國”，后者为“乌克兰人民共和国”。乌克兰人民共和国受西方世界部分国家承认，且为当时一战中的同盟国所支持，而乌克兰苏维埃则受俄国国内的苏俄军队支持。乌克兰人民共和国和苏俄军队的冲突称为“苏乌战争”，最终代表独立势力的乌克兰人民共和国被击败，并入乌克兰社会主义苏维埃共和国，西部领土被波兰第二共和国接管。
乌克兰的苏维埃政权建立于1917年12月，对外宣传的正式名称有两种说法，分别为“乌克兰苏维埃人民共和国”和“工农兵代表苏维埃共和国”。苏维埃乌克兰在国际上仅获得了苏俄的承认，《布列斯特-立陶夫斯克条约》签署后，乌克兰苏维埃政权逐渐瓦解，1918年中旬解体。流亡的政府成员当年7月组成乌克兰共产党，于莫斯科召开了选举会议。
同盟国于第一次世界大战战败后，俄国布尔什维克转而进攻失去德意志帝國支援的乌克兰人民共和国，并于库尔斯克另组苏维埃政府。1919年3月10日，根据乌克兰苏维埃第三次代表大会的决议，乌克兰苏维埃政权正式定名为“乌克兰社会主义苏维埃共和国”。乌克兰人民共和国在1920年与波兰结为军事同盟，两国并肩对抗苏俄，苏乌冲突被纳入波苏战争。1921年波苏达成《里加和约》，乌克兰被纳入乌克兰社会主义苏维埃共和国控制之下，后者于1922年签署《苏联成立条约》，正式成为苏联的加盟共和国。1936年苏联通过新宪法，根据条款内容，乌克兰社会主义苏维埃共和国的“社会主义”和“苏维埃”两词互换位置，于1937年经批准正式更名为“乌克兰苏维埃社会主义共和国”。
1991年8月24日，乌克兰苏维埃社会主义共和国宣布独立，于9月17日更名为单一国名乌克兰。1996年《烏克蘭憲法》正式决定将国名定为“乌克兰”，并且使用至今。

### 1917年–1922年：建立

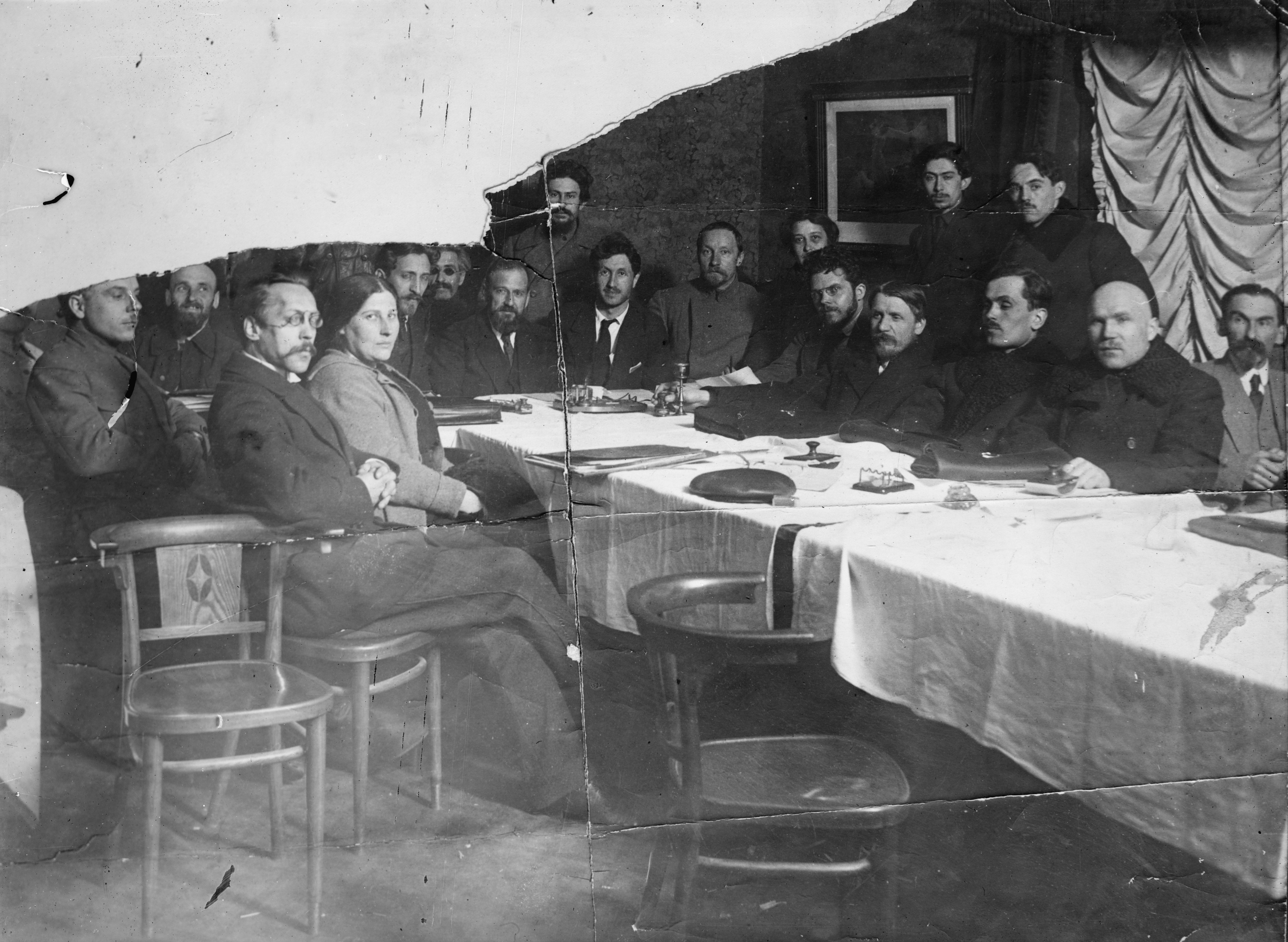
1919年乌克兰的布尔什维克委员会会议

1917年俄国革命后，乌克兰地区有多个势力试图建立独立的乌克兰国家，他们时而合作，时而对抗。部分社会主义人士参与建立了乌克兰人民共和国，包括布尔什维克、孟什维克、社会主义革命派人士等。起初最受支持的派系是当地的社会革命党，他们和联邦党人及孟什维克联合组建了政府。当时的布尔什维克大多抵制此类独立建政行为，试图直接通过煽动武装冲突的方式在当地建立起苏维埃政权的统治。
1917年11月，彼得格勒爆发十月革命，布尔什维克党为支援全国革命、在基辅确立其政治地位，在基辅发起布尔什维克起义，但缺乏民众支持，且得到当地中央拉达政权的抵抗，从而陷入解体。大部分革命人士移师哈尔科夫，以期得到乌东地区的工业支援。12月17日，布尔什维克党向乌克兰人民共和国中央拉达发出最后通牒，要求其承认苏维埃政权的统治。24日，他们另开会议宣布成立苏维埃共和国，并将乌克兰人民共和国中央拉达及其拥护者划为“需要根除的非法分子”。随后双方展开武装较量，苏维埃军队在俄方支援下占上风。乌克兰中央拉达随后向西方国家求助，同盟国作为少数承认其地位的国家决定支援。1918年3月，《布列斯特-立陶夫斯克条约》签署，苏俄同同盟国停战，并依照条约规定撤出乌克兰。1918年11月20日，乌克兰的苏维埃政权正式解体。
德国战败后，于11月11日同协约国签订了停战协定，其中第二款《关于德国东部边界的规定》之第15条规定德国放弃《布列斯特-立陶夫斯克条约》及其补充条约。全俄中央执行委员会随后于11月13日通过决议单方面废除此条约，使得该条约的内容实际上成了一纸空文。1919年2月，苏军夺回哈尔科夫，在当地重建苏维埃政府，但大部分官员为俄罗斯人和犹太人。苏维埃政府在当地强行推行不符合实际情况的政策，曾征调3,000名俄国劳工进入当地农场强征粮食，以满足俄国城市需求，遭到当地抵抗。苏维埃政权还剥夺了乌克兰语在行政和教育界的合法地位。1919年8月，乌克兰苏维埃政权在东部白军和西部民族主义者的长期夹击下难以支撑，列宁因而决定再度解散苏维埃政权。
1919年12月21日，乌克兰共产党（布尔什维克）在乌克兰建立起史上第三个乌克兰苏维埃政权，主要针对失去德奥同盟支持、和波兰结盟的民族主义军队。1921年，波苏双方签署《里加和约》结束波苏战争，苏维埃政权确立了在乌克兰大部分地区的统治地位。最终，在1922年12月30日，乌克兰和俄罗斯、白俄罗斯、外高加索一同组建了新生的苏维埃社会主义共和国联盟。

### 1922年–1939年：战间期

1933年乌克兰大饥荒期间，哈尔科夫街头饿死的农民尸体

苏维埃乌克兰政权确立初期，苏联在全国推行“扎根政策”，强调复兴各加盟共和国的民族传统文化，乌克兰民族文化因而迎来复苏。乌克兰语在教育系统中的地位大大提升，助长了乌克兰文学的发展，作为扎根政策的一部分，政府提倡乌克兰人在工作生产和行政管理时使用乌克兰语。宗教方面，尽管苏联在全国实施去宗教化运动，1920年成立的乌克兰自主正教会却存留下来，因为苏联政府希望抑制有反革命嫌疑的俄罗斯正教会在乌克兰的影响力。
1928年，约瑟夫·斯大林决定实施第一个五年计划，以农业为中心的乌克兰迎来了前所未有的工业化改革。在第一个五年计划实施期间，乌克兰的工业产值实现了翻番，创下联盟内工业增长纪录。农村人口随之大量涌入城市，乌克兰城镇人口在此期间从19%增长到了34%。
与此同时，斯大林推行“农业集体化”政策，但在执行期间出现问题。大量富于农业经验的乌克兰农户被划为“富农”，遭到集体逮捕和流放，导致乌克兰本土农业生产技术和生产率下降。免于被流放的农户因担心被划为富农而不愿耕作，导致1932年乌克兰粮产量暴跌。为解决粮食问题，1932年8月7日，苏联最高苏维埃颁布法令规定“盗窃集体农庄财物”可判处死刑，从根本上禁止农民将任何农产品据为己有。禁止农民占有粮食后，1932年12月6日，苏共政治局颁布秘密命令，将全乌克兰的农具、牲畜、种子等农作工具收归公有，禁止将任何粮食和制成品运入乌克兰农村，在全乌克兰禁止商品和农产品的异地买卖，从而切断了乌克兰的粮食来源。此外，莫斯科还向乌克兰农村派出搜粮队没收农民的余粮、口粮和种子粮。到1933年春天，全乌克兰范围内出现了极其严重的饥荒现象，致使260万至1000万的乌克兰人丧命，史称“乌克兰大饥荒”。一些学者和调查组织将此次饥荒定性为一次种族屠杀，甚至属蓄意制造，也有不少学者认为此次灾难系管理层面及动员层面的失误导致。
在1934年至1939年的苏联清洗中，不少乌克兰作家被逮捕处决，如米科拉·赫维廖维、列斯·庫爾巴斯、瓦列里安·皮德莫吉利内、尼古拉·库利什、米哈伊洛·谢缅科等，这被乌克兰史学界称为“被處決的文藝復興”。

### 1939年–1945年：第二次世界大战
1939年9月，苏联入侵波兰，并根据《莫洛托夫-里宾特洛甫协定》将其东部领土据为己有，其中加利西亚部分的领土被划归乌克兰。法国战败后，苏联在1940年6月底提出对罗马尼亚王国所辖的比萨拉比亚和北布科维纳地区的主权声索，并通过最后通牒的方式成功逼迫罗方妥协，这部分领土大部分被划入新建的摩尔达维亚苏维埃社会主义共和国，余下的比萨拉比亚南部和北部的部分领土被纳入乌克兰。

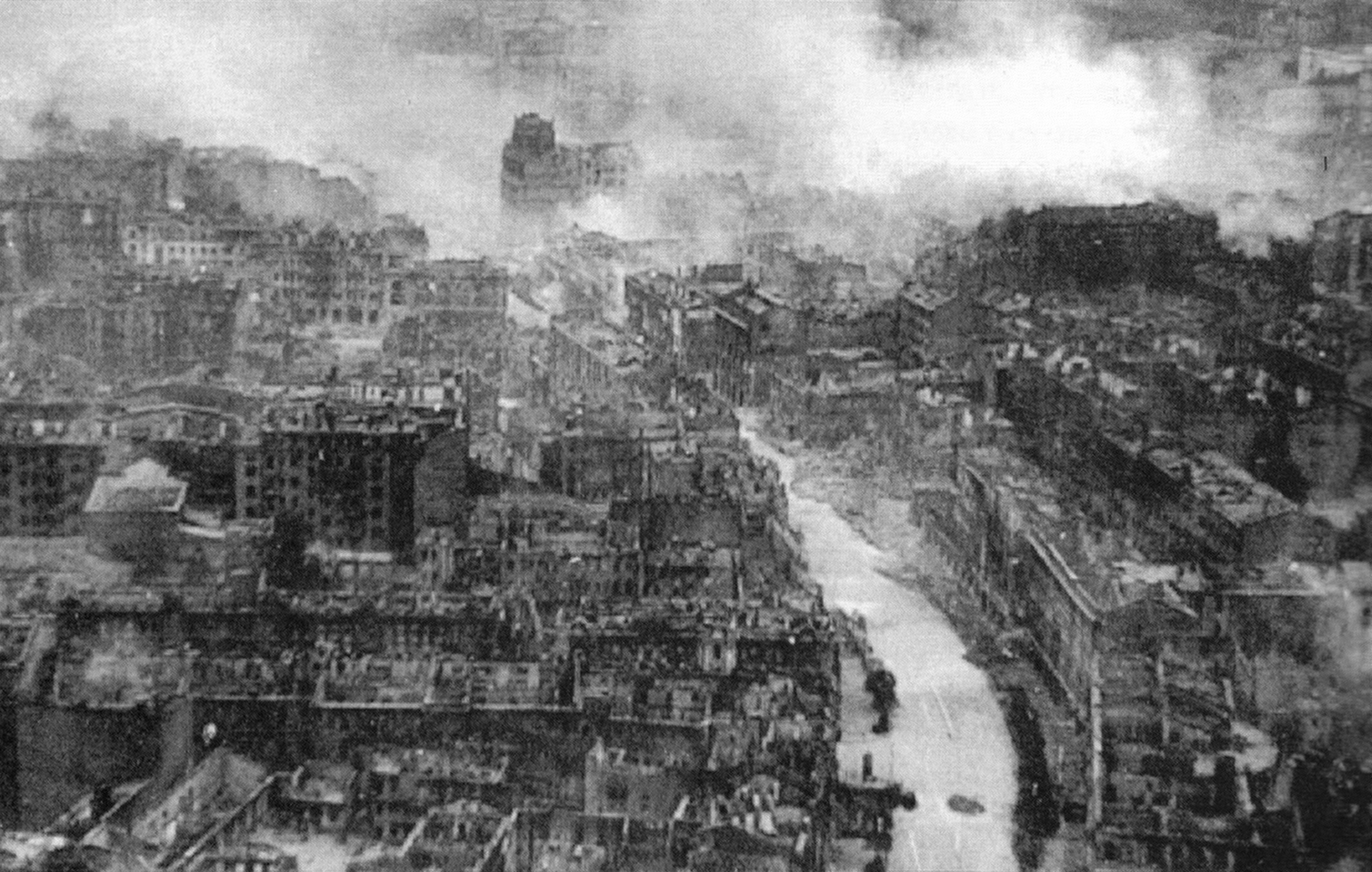
1941年基辅战役期间燃烧的城区废墟

1941年6月，德国发起“巴巴罗萨行动”入侵苏联，至8月占领乌克兰大部，并藉由基辅战役攻占基辅。在基辅战役中有超过66万名苏军士兵成为战俘。10月，德军获得敖德萨围城战胜利，随后制造了针对犹太人的1941年敖德萨大屠杀。一路连战连捷的德军最终渡过了第聂伯河，向顿巴斯进军。德国在乌克兰占领区依阿道夫·希特勒的行政命令建立了乌克兰总督辖区，以管治乌克兰地区，行政中心位于罗夫诺。乌克兰苏维埃政府则迁往乌法。
不少经历了此前苏联苛政的乌克兰人和波兰人将入侵的德国国防军视为解放者。在德军进军过程中，一些乌克兰民族主义者试图建立独立的民族政权，德国人起初为争取合作力量做出协助建立“大乌克兰”的含糊承诺。但是随着战争进行，德国人没有履行承诺，转而与当地的民族主义独立势力为敌。另外一些乌克兰人自始便决定组建苏维埃游击队反抗德国入侵。在西乌克兰民族主义者活跃的地区，一些民族主义者建立了乌克兰反抗军，同时和德军、苏军作战，还曾发起过针对境内波兰人的屠杀。
在乌克兰占领区，德国人并不关注乌克兰人的合理管治问题，他们没有改变此前苏联在乌克兰实施的饱受非议的政策，集体农场被保留下来，德军在占领区最主要实行的任务是屠杀犹太人，还包括针对乌克兰人实行的强迫劳动。德军并不理睬乌克兰民族主义者的主张，大部分乌克兰反抗势力和苏联红军结为友军。在对德军的反抗活动中，许多平民成为德军暴行、强迫劳动甚至是大规模屠杀的受害者。1943年的库尔斯克会战中，苏军赢得最终胜利，德军自此转入被动防御局面。1943年8月，苏军发起第聂伯河战役，11月6日夺回基辅，到11月30日为止收复近一半失地。1944年10月28日，最后一支德军撤出乌克兰，10月28日因而被定为“乌克兰自纳粹解放纪念日”。

### 1945年–1953年：战后

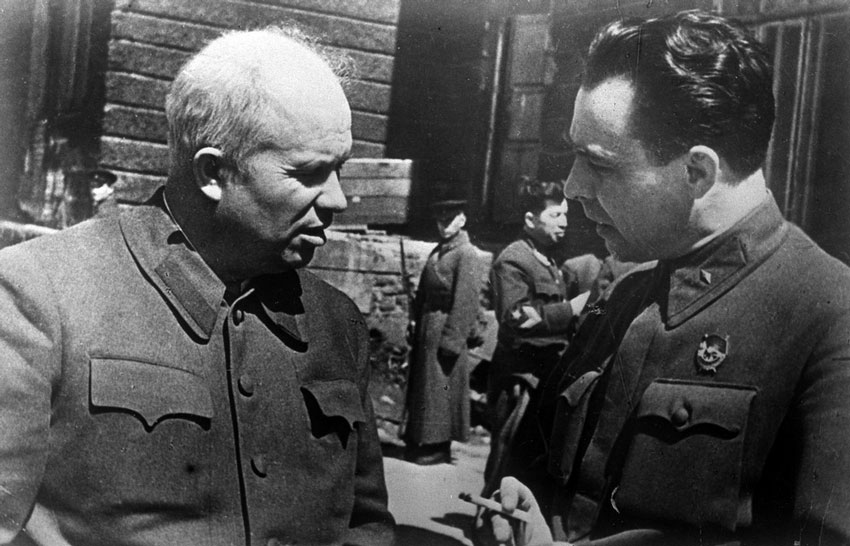
四位苏联首脑生于或长于乌克兰：赫鲁晓夫、勃列日涅夫、伏罗希洛夫、契尔年科

苏联红军在1943年2月至1944年10月期间逐步收复乌克兰地区，在全乌克兰重建统治成为苏联当局的首要任务。乌克兰在战争期间蒙受重大损失，苏联在战争中总共有1,100万军人和700万平民丧命，其中包括140万乌克兰军人和410万乌克兰平民。此外，据估计有390万乌克兰人逃往俄罗斯，另有220万人被德国人强制押至劳动营。苏联和德国分别于1941年和1943年在乌克兰执行了“焦土政策”，令大片地区沦为废墟，2.8万个村落、714座城镇化为乌有；基辅城85%的面积及哈尔科夫70%的面积被毁；1,900万人无家可归。乌克兰在战前的工业基地也毁灭殆尽。苏联政府在1941年7月至11月紧急内迁了544家工业企业，随后而来的德军攻势造成16,150家企业毁损，27,910处集体农场、1,300家拖拉机厂、872家国有农场被德军摧毁。
乌克兰在战后的领土有所扩大，边界西扩至“寇松线”，赢得部分前属于波兰第二共和国的领土，称为“西乌克兰”；向南扩展到曾属于罗马尼亚的伊兹梅尔一带；苏联和捷克斯洛伐克当局达成条约，将喀尔巴阡鲁塞尼亚划入乌克兰。乌克兰的领土扩展了64,500平方公里，新获得了1,100万人口。
乌克兰在战后修订宪法，成为在某些情况下享有国际法主体地位的半独立实体，并且以创始会员国的身份单独加入联合国。乌克兰在1948年至1949年，以及1984年至1985年担任了安理会非常任理事国。

### 1953年–1985年：赫鲁晓夫和勃列日涅夫时代

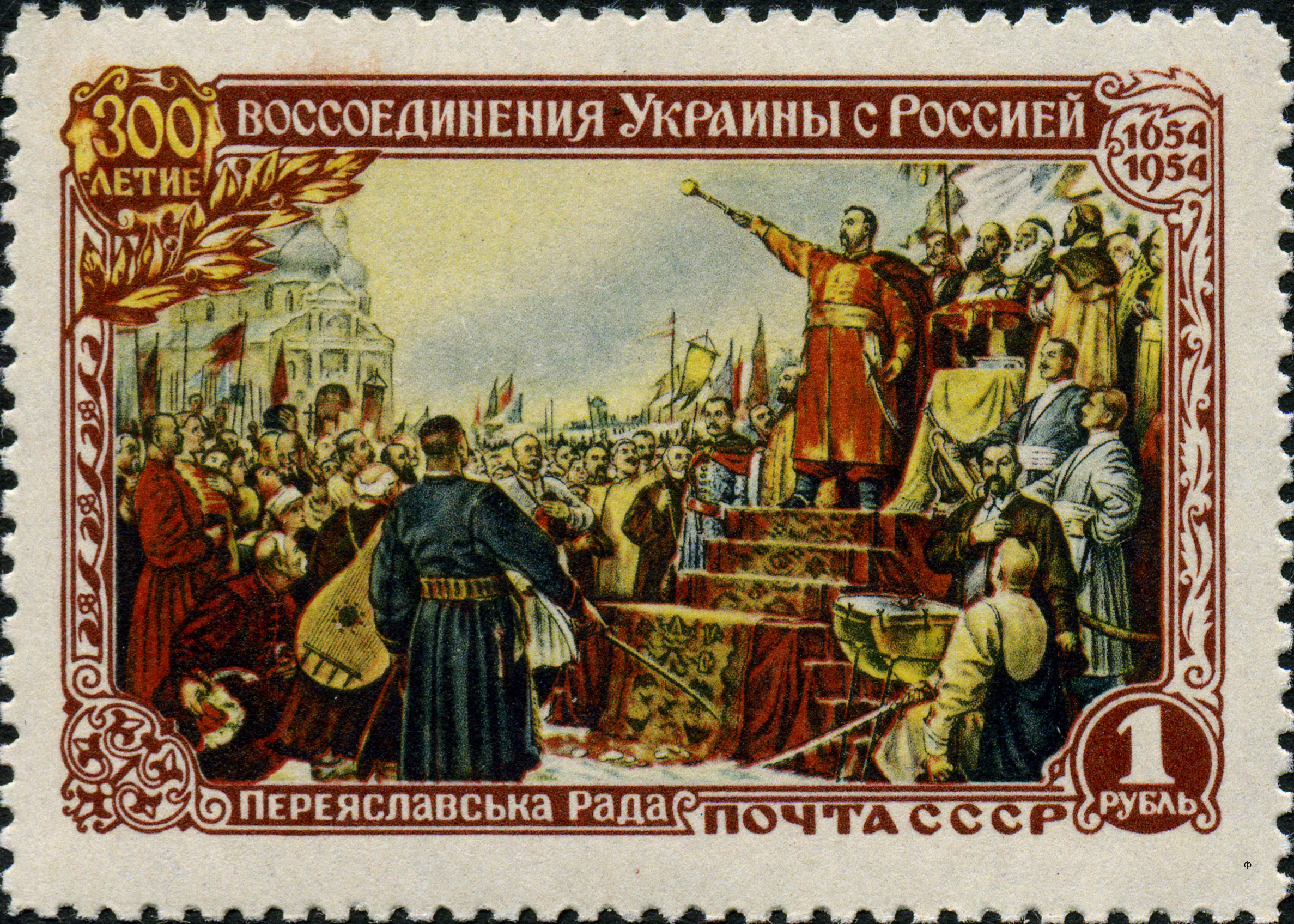
1954年为纪念《佩列亞斯拉夫條約》签订300周年而印发的邮票，标题为“乌俄统一300周年”

斯大林于1953年3月5日逝世，尼基塔·赫鲁晓夫、格奥尔基·马林科夫、维亚切斯拉夫·莫洛托夫、拉夫连季·贝利亚组成“集体领导”，而后由掌权的赫鲁晓夫逐步推进“去斯大林化”进程。乌克兰官员自1953年斯大林逝世后不久后获许批评斯大林在乌克兰的“俄罗斯化”政策。乌共中央委员会在1953年6月的一次会议上公开批评了斯大林的“俄罗斯化”政策。1953年6月4日，阿列克谢·基里琴科接替列昂尼德·梅利尼科夫成为新任乌共第一书记，是20年代以来首个担任第一书记的乌克兰人。乌克兰当局的权力有所扩大，地位也有所提高。
1954年2月，当局庆祝了《佩列亞斯拉夫條約》签订的300周年纪念日。通过《佩列亞斯拉夫條約》，乌克兰地区归于俄国统治。为此，俄罗斯将克里木半岛割让给乌克兰，即使当地仅有22%的人口是乌克兰人；这一事件在当时被描述为“俄罗斯族和乌克兰族历史悠久的兄弟之情的证明”，以彰显苏联是“各民族共同家园”，同时也能体现马克思列宁主义的民族观点。赫鲁晓夫还推行“解冻政策”，在各领域推行自由化政策：特赦罪犯；在1958年成立首个乌克兰驻联合国使团；在乌共党内和乌克兰政府内授予乌克兰族更多要职。乌共中央委员会和政治局成员里，乌克兰族成为多数；四分之三的党和政府高官是乌克兰族。
1963年，彼得·谢列斯特继任乌共第一书记，任内温和地推行“乌克兰化”政策。1964年10月，赫鲁晓夫被解职，出生于乌克兰的列昂尼德·勃列日涅夫掌权。在勃列日涅夫时代，苏联的社会和经济发展陷入停滞，称为“停滞时代”。勃列日涅夫政权强调“苏联人民”的概念，强调各民族团结一致，事实上再度导致乌克兰的“俄罗斯化”趋势。这也和赫鲁晓夫此前“二十年实现共产主义”的口号有关，因为届时根据列宁的构想，苏联各民族将融为一体，苏联将正式建成共产主义。当时已经有官员呼吁取缔“伪主权”的各加盟国，建立单一制国家。1971年，勃列日涅夫在苏共二十四大为“苏联人民”作出最终定义——“苏联人民是一个有新历史，社会性和国际团结的人民，在共有的领土、经济、和社会主义内容的所构成的文化，这文化反映了各民族的特殊性，同时也反映一个联邦国家政府及一个共同的最终目标：建设共产主义。”此外引入“现实社会主义”概念，取代了此前赫鲁晓夫的“二十年实现共产主义”构想。
1972年，谢列斯特卸任乌共第一书记，由亲勃列日涅夫的弗拉基米尔·谢尔比茨基继任。谢列斯特转而担任苏联部长会议副主席，他在回忆录中称这是勃列日涅夫的密谋的明升暗降行为，批评勃列日涅夫和谢尔比茨基是“专制”而“非共产主义”的。谢尔比茨基甫一上任便主导清洗了37,000名亲谢列斯特人士。对“乌克兰化”政策态度温和的谢列斯特被批评在乌克兰民族主义问题上表现软弱，并且在经济上有地方主义错误。二人的差异仅在语言上就可判断出来，谢列斯特在公开场合讲乌克兰语，而谢尔比茨基只使用俄语。谢尔比茨基任内展开严苛的言论管控，大量逮捕异议人士，同时推行“俄罗斯化”政策，在教育领域全面采用俄语。谢列斯特统治期间活跃的乌克兰语媒体、学术与文化组织都遭到打压。1982年，勃列日涅夫离世，米哈伊尔·戈尔巴乔夫在1985年成为新的苏联最高领导人。

### 1985年–1991年：戈尔巴乔夫时代及最终独立

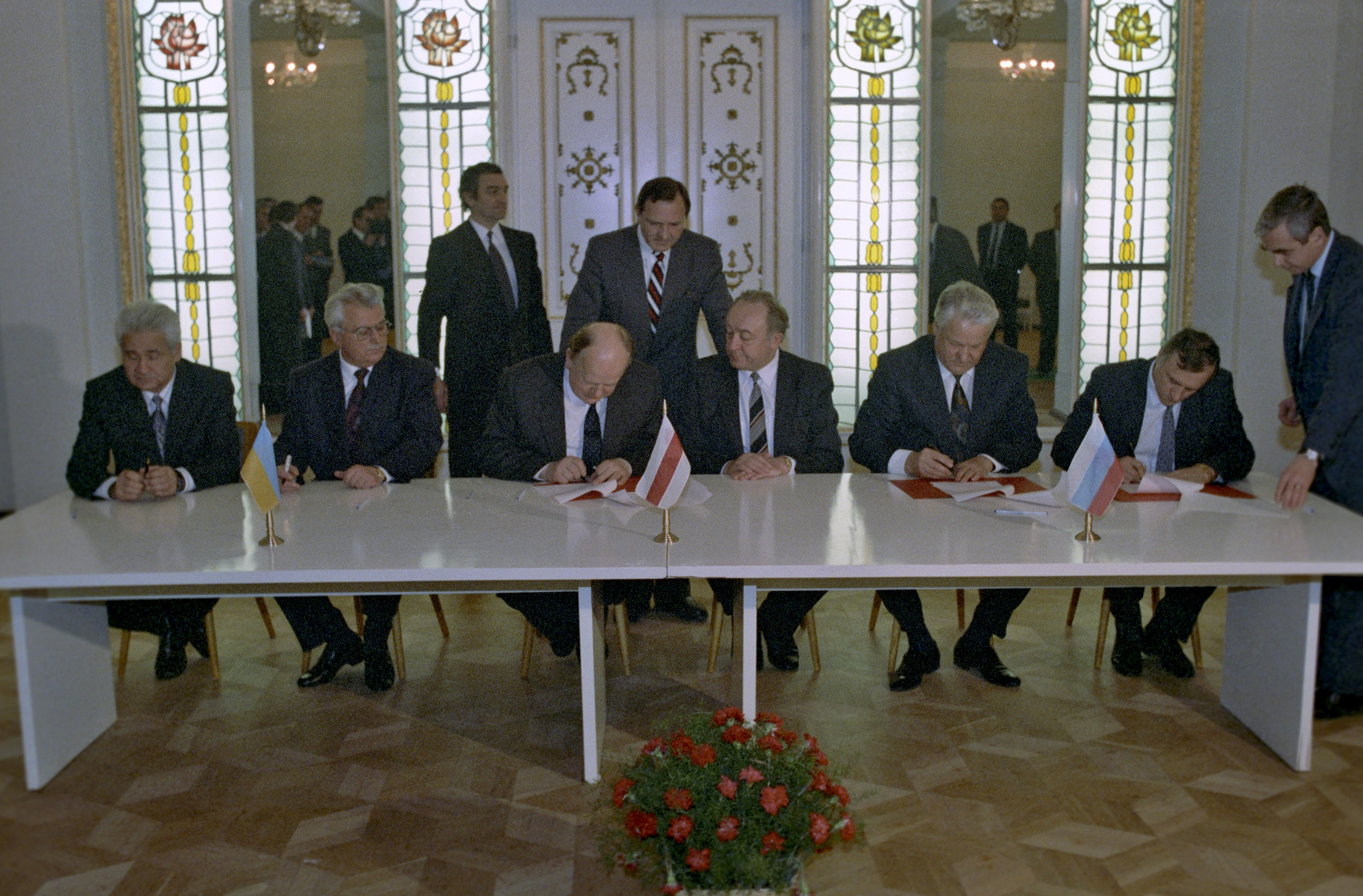
俄罗斯、乌克兰和白俄罗斯领导人签署协议宣告成立独联体

戈尔巴乔夫在全苏联推行“改革重组”和“开放政策”，乌共第一书记谢尔比茨基抗拒戈尔巴乔夫的改革政策。1986年，乌克兰普里皮亚季的切尔诺贝利核电站发生核事故，带来严重核污染威胁。第一书记谢尔比茨基因参与掩盖事实真相而遭受批评，他呼吁民众不要恐惧，还在基辅举行五一劳动节游行。核事故的严重影响，再加上不受支持的“俄罗斯化”政策，以及社会和经济的发展停滞，乌克兰人逐渐不满于苏联统治。
1989年9月，谢尔比茨基的第一书记职务被亲戈尔巴乔夫的弗拉基米尔·伊瓦什科接替。戈尔巴乔夫的经济改革政策没能在乌克兰落实，1990年时，乌克兰95%的工农产业仍是国有。改革和实际成效不合也导致苏联内部的不安和混乱。审查制度随后逐渐放开，他国的乌克兰侨民得以和乌克兰人取得联系，俄罗斯正教会在宗教事务上的垄断被打破，亦新出现有不少异议媒体。1990年1月21日，为纪念乌克兰人民共和国和西乌克兰人民共和国合并，至少30万市民手牵手走上接头，组成了连接基辅和利沃夫的人链，民众还在示威期间举起蓝黄双色旗。
1991年8月，莫斯科发生“八一九事件”，令苏联陷入分崩离析的局面。乌克兰最高苏维埃于1991年8月24日宣布独立，更名为“乌克兰最高拉达”。12月1日，举办乌克兰独立公投，支持独立的票数意外地高达92.3%；即使是俄罗斯族占多数的克里米亞半岛，支持独立的票数也达到了54%；东乌克兰地区的独立支持率达到80%。新的乌克兰国家一经独立便得到国际广泛承认，波兰和加拿大在独立公投次日的12月2日宣布承认乌克兰独立。同期还举行了总统选举，时任最高苏维埃主席列昂尼德·克拉夫丘克以61.6%的得票率当选首任乌克兰总统。苏联在乌克兰独立三周后的12月26日正式解体。

## 政治

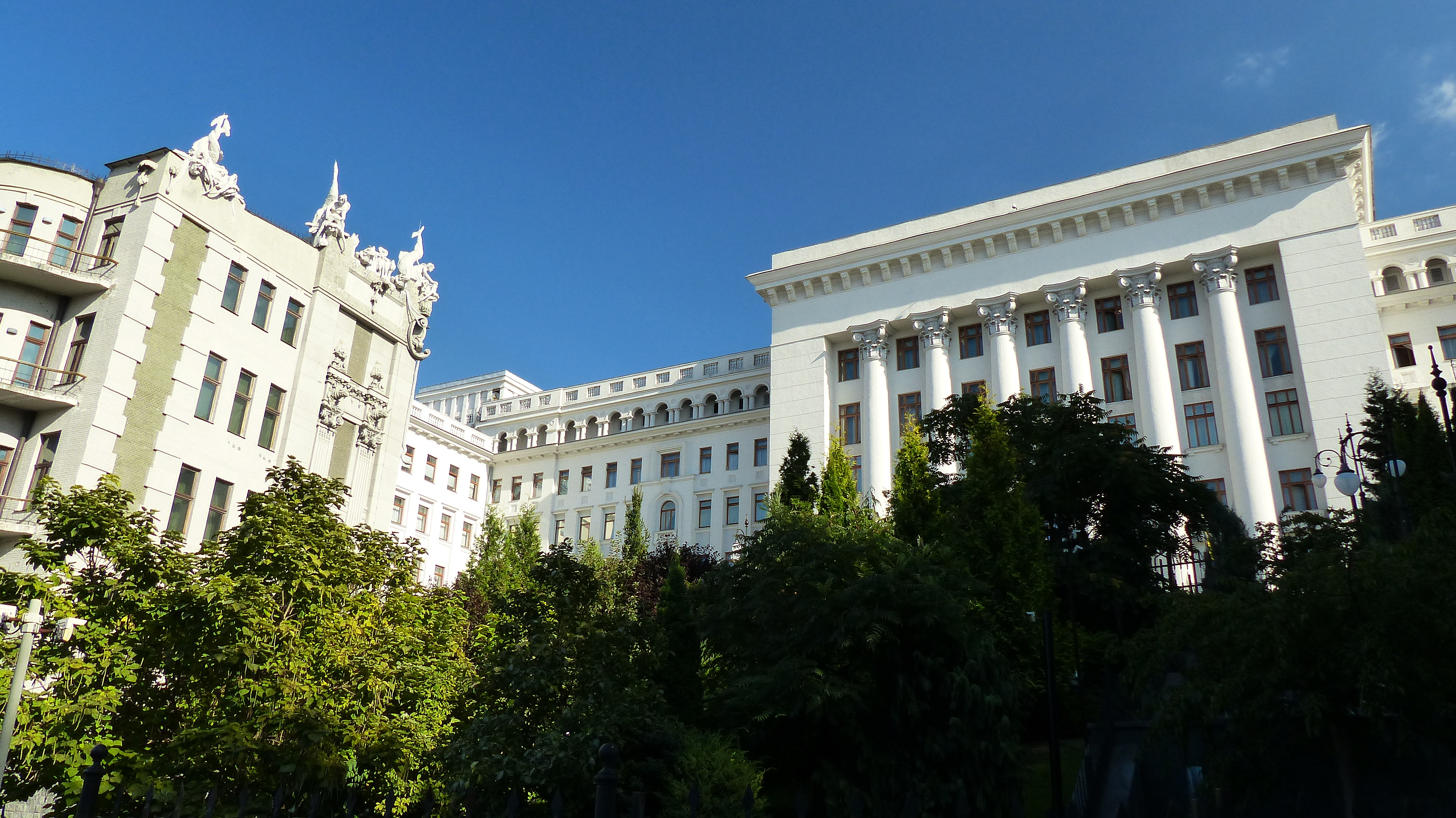
总统办公室大楼 (基辅)，曾是乌克兰共产党中央委员会驻地

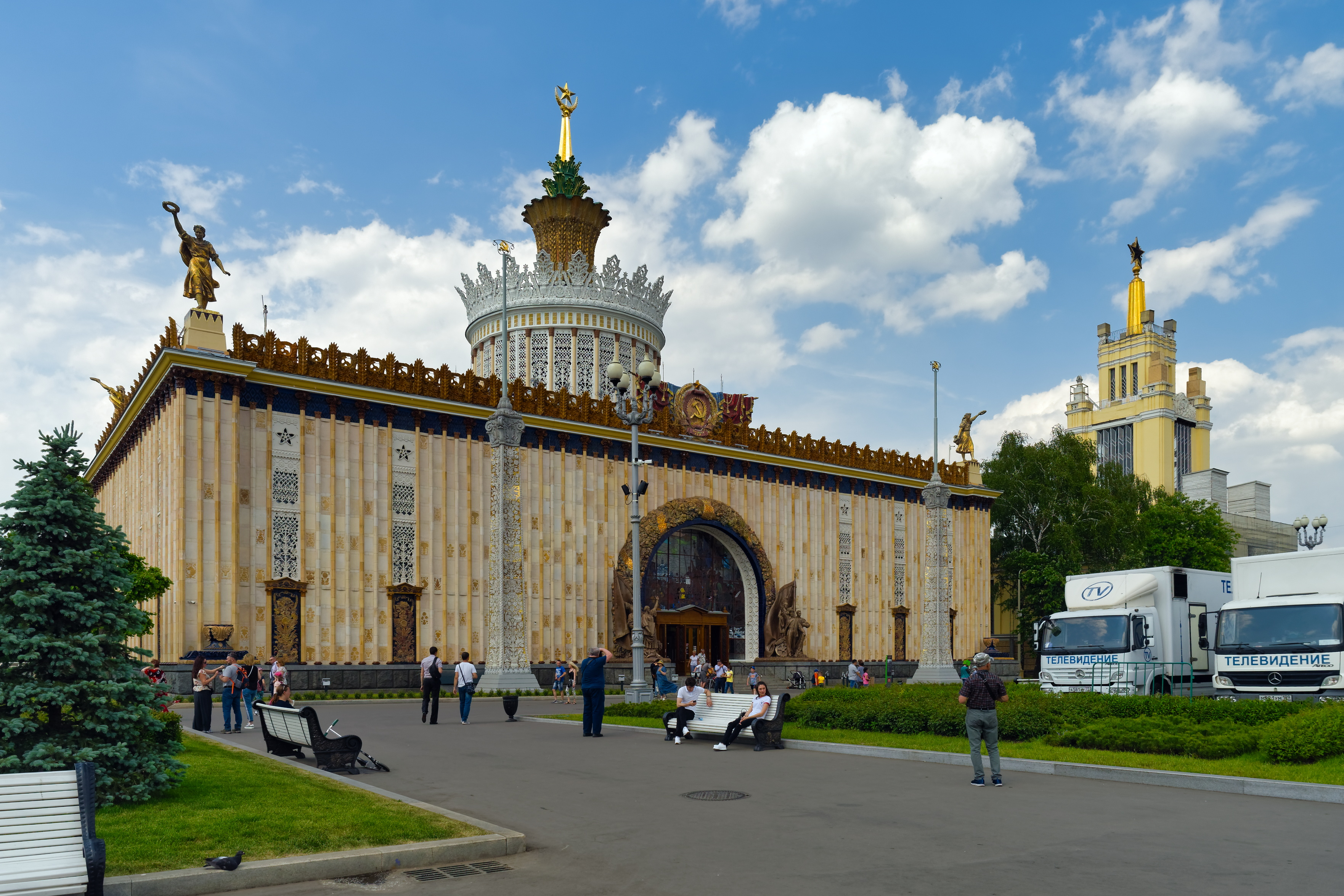
全联盟农业展览馆的乌克兰馆

乌克兰苏维埃社会主义共和国是苏联的加盟共和国，由乌克兰共产党实行一党专制。和苏联政治一样，乌克兰苏维埃社会主义共和国的党政系统界限模糊，党内职位的权力事实上高于政府机关权力。下级机关向上级机关负责，权力集中在党内高层乃至莫斯科高层官员的手中。
苏维埃乌克兰最初的立法机关是全乌克兰苏维埃代表大会，长期由格里戈里·彼得罗夫斯基领导。1936年斯大林宪法生效后，苏维埃代表大会在1938年改组为乌克兰苏维埃社会主义共和国最高苏维埃。最高苏维埃的职权包括批准及修改法律、制定经济发展计划，也有权力任命人民委员会成员和最高法院成员。最高苏维埃在每年定期召开会议，闭会时由最高苏维埃主席团代行权力。最高苏维埃主席团主席是乌克兰的国家元首，但乌克兰政权实际上掌握在乌共政治局和乌共第一书记手中。最高苏维埃每五年举行一次代表选举，全体年满18岁公民（罪犯和被剥夺政治权利者除外）都有权参选投票，是等额选举。
在20世纪80年代戈尔巴乔夫的政治改革中，最高苏维埃选举变得更为自由，可以展开差额选举。1990年3月，乌克兰举行了首次相对自由的最高苏维埃选举，容许其他党派和异议人士组成的人民运动等组织，共同组成民主集团参与选举，最终有111名民主集团代表获选，占总席位数的26%。乌克兰独立后，最高苏维埃改称“最高拉达”，成为新生乌克兰的议会机构。

### 外交
乌克兰苏维埃社会主义共和国作为苏联的加盟共和国，并没有外交层面的自主权。然而在1944年，乌克兰苏维埃社会主义共和国获许和其他国家建立双边关系，并可以建立自己的军队。这和苏联希望令乌克兰成为联合国会员国的意图有关。乌克兰在1945年成为正式独立的联合国会员国，和白俄罗斯苏维埃社会主义共和国一同令苏联实际上在联合国大会握有3票。乌克兰并未真正建立任何双边外交关系和独立军队。
乌克兰苏维埃社会主义共和国是联合国经济及社会理事会、联合国儿童基金会、國際勞工組織、萬國郵政聯盟、世界卫生组织、联合国教科文组织、国际电信联盟、联合国欧洲经济委员会、世界知识产权组织、国际原子能机构的成员国；在华沙条约组织、经济互助委员会、世界工会联合会、世界民主青年联盟没有独立地位。

### 行政区划

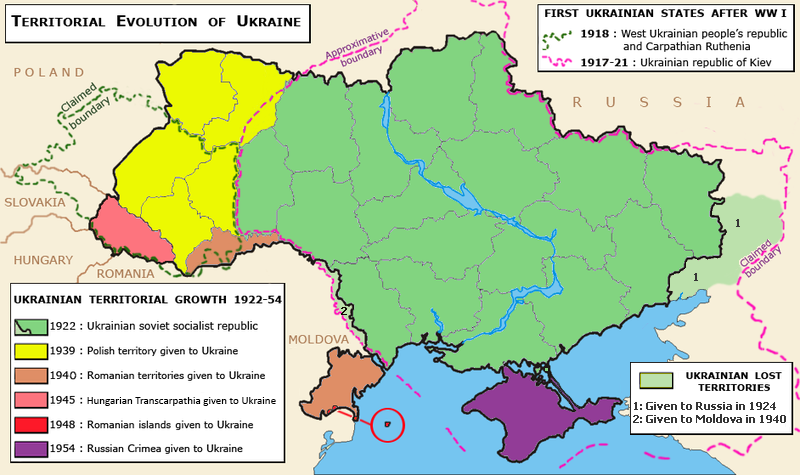
烏克蘭領土的演變

1925年，撤销省制前
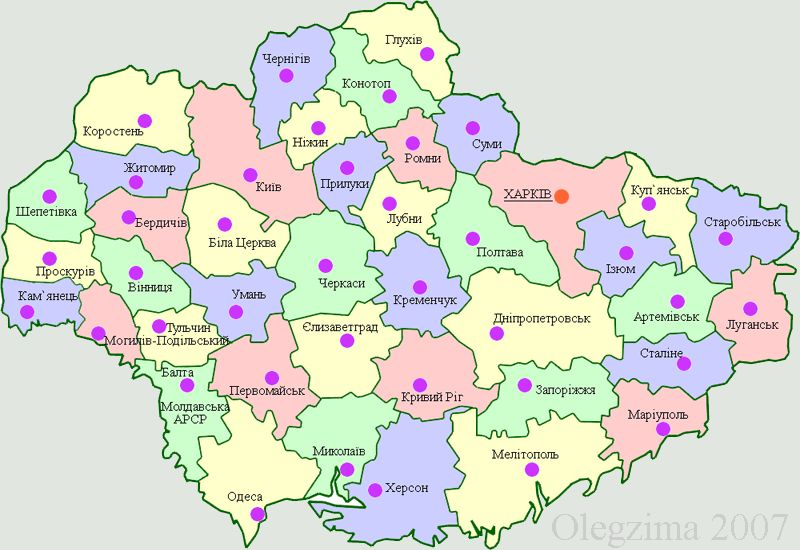
1927年
1929年—1930年
1937年—1938年
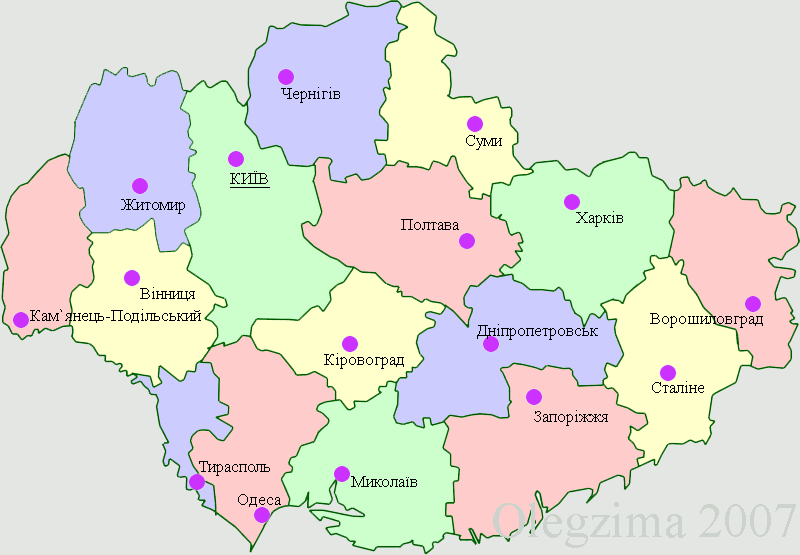
1939年—1940年
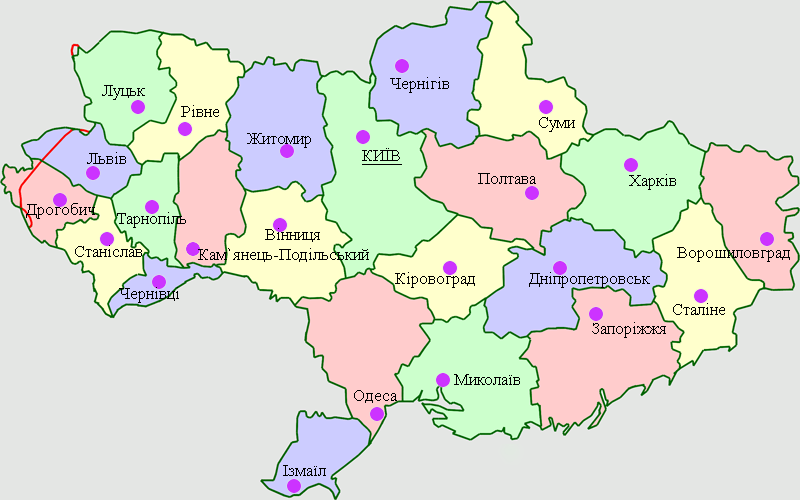
1940年—1945年
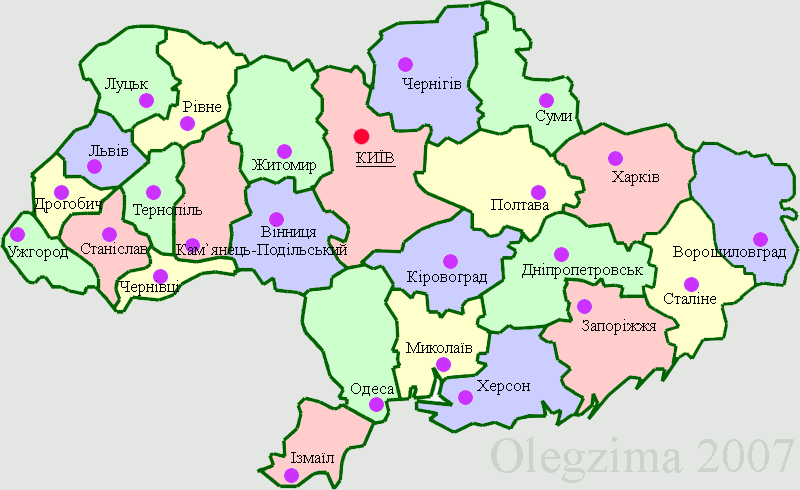
1946年—1954年

乌克兰苏维埃社会主义共和国的行政区划在其存续的时间内有过多次变动。最高一级的行政区划是州（烏克蘭語：область），州的次级区划是区（район）。乌克兰在独立前夕共有25个州、490个区。此外，基辅和塞瓦斯托波尔被划为“特殊地位城市”（місто зі спеціальним статусом），享有州级行政区地位，而基辅同时还是基辅州首府，但塞瓦斯托波尔并非克里米亚州的首府而是由乌克兰苏维埃社会主义共和国直辖。
乌克兰苏维埃社会主义共和国在独立前夕的25个州分别是：
| 州份                   | 首府                 |
| ---------------------- | -------------------- |
| 切爾卡瑟州             | 切爾卡瑟             |
| 切爾尼戈夫州           | 切尔尼戈夫           |
| 切爾諾夫策州           | 切爾諾夫策           |
| 克里米亚州             | 辛菲罗波尔           |
| 第聂伯罗彼得罗夫斯克州 | 第聂伯罗彼得罗夫斯克 |
| 顿涅茨克州             | 頓涅茨克             |
| 伊万诺-弗兰科夫斯克州  | 伊万诺-弗兰科夫斯克  |
| 哈爾科夫州             | 哈爾科夫             |
| 赫尔松州               | 赫尔松               |
| 赫梅利尼茨基州         | 赫梅利尼茨基         |
| 基辅州                 | 基輔                 |
| 基洛夫格勒州           | 基洛夫格勒           |
| 伏罗希洛夫格勒州       | 伏罗希洛夫格勒       |

| 州份         | 首府       |
| ------------ | ---------- |
| 利沃夫州     | 利沃夫     |
| 尼古拉耶夫州 | 尼古拉耶夫 |
| 敖德萨州     | 敖德薩     |
| 波尔塔瓦州   | 波尔塔瓦   |
| 羅夫諾州     | 羅夫諾     |
| 蘇梅州       | 蘇梅       |
| 捷爾諾波爾州 | 捷尔诺波尔 |
| 文尼察州     | 文尼察     |
| 沃倫州       | 盧茨克     |
| 外喀爾巴阡州 | 乌日霍罗德 |
| 扎波羅熱州   | 扎波罗热   |
| 日托米爾州   | 日托米爾   |

共和国最早的首都是哈尔科夫，是为乌克兰共产党初创时期的中心城市。1934年，共和国迁都至基辅。
乌克兰苏维埃社会主义共和国在第二次世界大战之前的行政区划变化较频繁。乌克兰最初的一级行政区划是省（губернія），沿袭了俄罗斯帝国的行政区划体系，最初的九个省是切尔尼戈夫省、叶卡捷琳诺斯拉夫省、基辅省、哈尔科夫省、赫尔松省、波多利亚省、波尔塔瓦省、沃利尼亚省。1919年，新成立顿涅茨省；1920年，赫尔松省拆分为敖德萨省和摩尔达维亚苏维埃社会主义自治共和国。1920年至1922年一度分立了克列缅丘格省和扎波罗热省。1921年《里加和约》后，沃利尼亚省的大片地区被割让给波兰。1925年，乌克兰当局废除省制，区（округа）成为乌克兰的一级区划，乌克兰全境最初被划为53个区，到1930年经整合余下40个区。1930年开始，各区被重组成州（烏克蘭語：область），形成稳定的格局。德罗戈贝奇州和伊兹梅尔州两个州分别在1939年和1940年设立，又在1959年和1954年分别并入利沃夫州和敖德萨州。
20世纪20年代，乌克兰被迫将西维利亚、斯沃博达乌克兰的部分地区和亚速海岸割让给俄国，其中包括别尔哥罗德、塔甘罗格、斯塔罗杜布等城市。
20世纪30年代时，乌克兰境内有大量少数族群定居，主要是犹太人、俄罗斯人和波兰人，因此在州级行政区下，组建有许多民族自治区。1924年，在德涅斯特河和南布格河间建立了摩尔达维亚苏维埃社会主义自治共和国；1940年，苏联占领比萨拉比亚和布科维纳地区，组建新的加盟国摩尔达维亚苏维埃社会主义共和国，原自治共和国最西边的6个区与比萨拉比亚6个完整的县和3个小部分的县归入摩尔达维亚苏维埃社会主义共和国，其余部分归乌克兰。
根据《苏德互不侵犯条约》，苏联得到波兰第二共和国东部大片领土，东加利西亚被划入乌克兰。乌克兰当局将之宣传为一次重大的民族统一成就，达成了茲布魯奇河两岸乌克兰人居住地区的统一。
- 1925年，撤销省制前
- 1927年
- 1929年—1930年
- 1937年—1938年
- 1939年—1940年
- 1940年—1945年
- 1946年—1954年

## 社会

### 人口

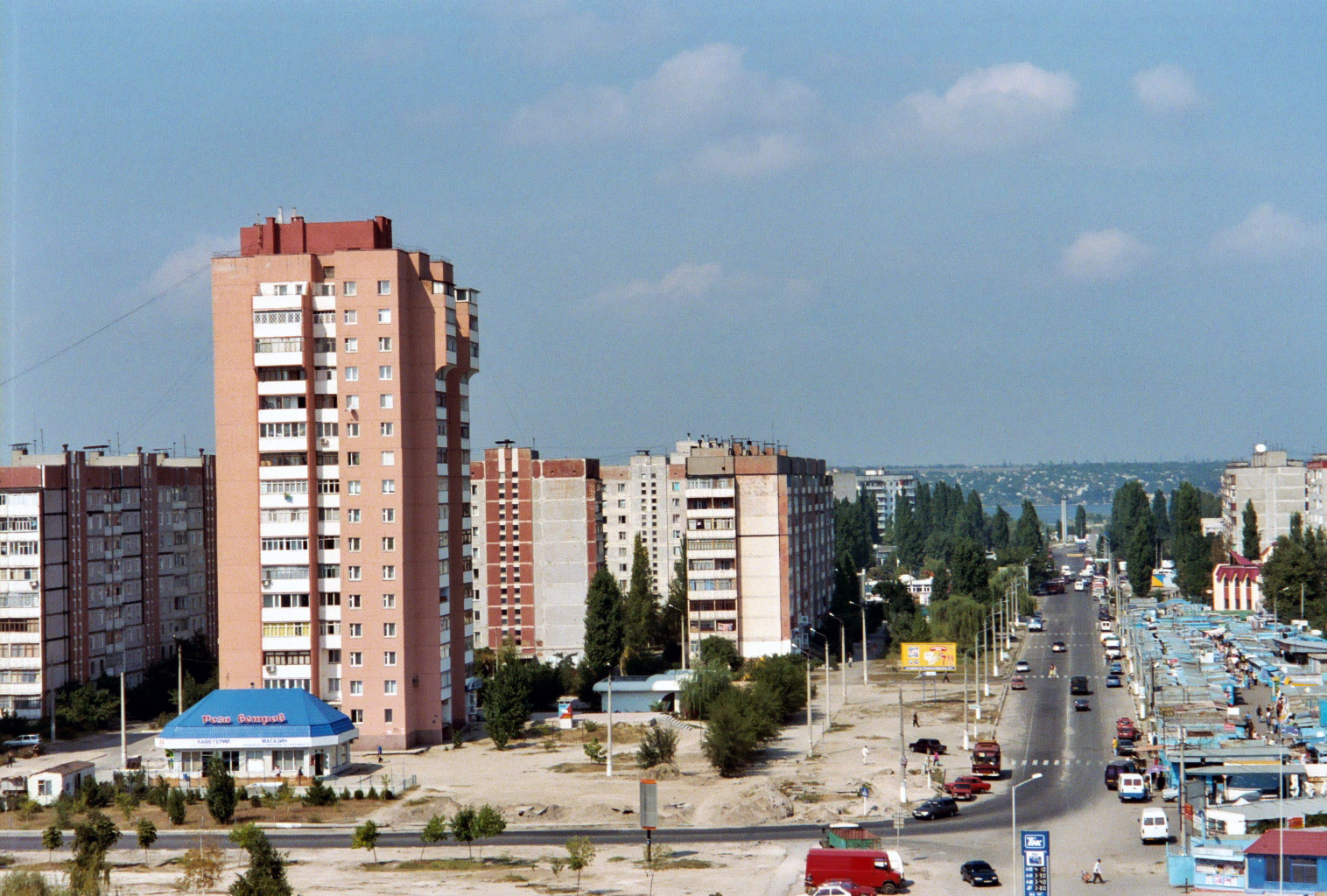
尼古拉耶夫的居民小区。乌克兰战后城市化进展迅速，建成大量小区

1926年苏联人口普查是布尔什维克取得政权后的第一次全国人口普查，据结果，乌克兰的人口为29,018,187人。到1937年苏联人口普查时，乌克兰的人口是28,387,609，较1926年时下降了1.9%。1933年，爆发“乌克兰大饥荒”，致使260万至1,000万乌克兰人丧命。除了1933年大饥荒外，第二次世界大战也造成了乌克兰的一次人口危机。1933年受饥荒影响，乌克兰女子和男子的出生预期寿命降低到了10岁和7岁；而根据牛津大学统计，乌克兰超过700万人在第二次世界大战期间丧命，占到战前人口的六分之一。
第二次世界大战以后，乌克兰国土得到扩展，人口也相应增多，但本土人口增长率很低。乌克兰在1979年普查的人口是49,754,642人；1989年人口普查的结果是51,706,742，增长了3.9%，为人口增长率最低的加盟共和国。
乌克兰在战后城市化进展迅速，1959年时乌克兰仅有25座人口大于10万的城市，到1979年已经有49座。人口大于100万的城市由1座增加到5座。基辅的人口从1959年的110万增长到1979年的210万，达到翻倍。1959年时，乌克兰有37%的人口居住在城市，到1979年增长到53%，超过农村人口；到1989年增长到60%。

### 民族

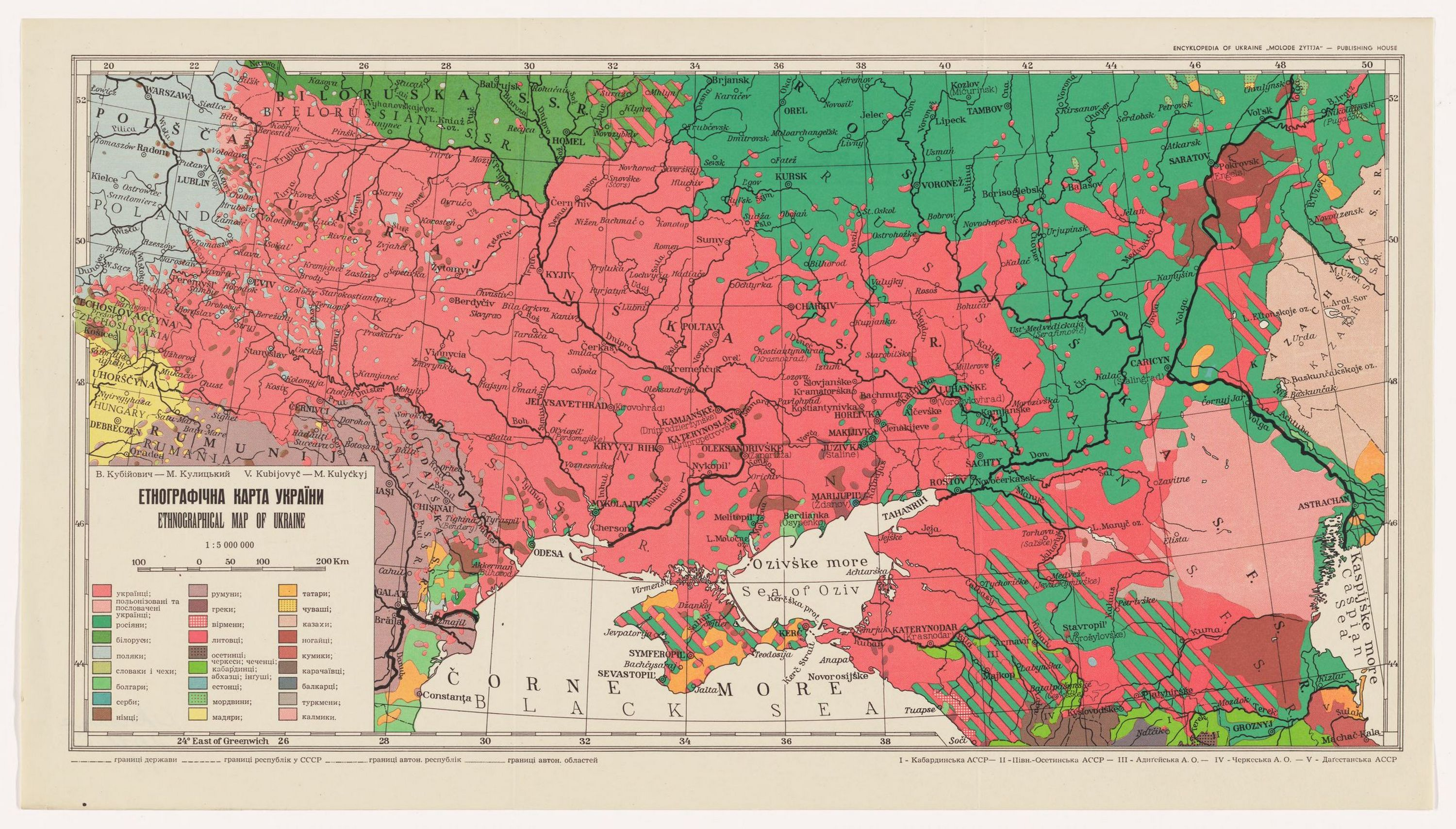
1945年后乌克兰族的分布，以红色表示

乌克兰的民族构成中，俄罗斯族和乌克兰族的归属是个复杂的问题，和历史上的“俄罗斯化”和“乌克兰化”政策有关。在乌克兰苏维埃社会主义共和国成立之初，实行了一段时间的“乌克兰化”政策；到斯大林时代，又回归“俄罗斯化”政策；赫鲁晓夫上台后，政策又有一定转变，时任乌共第一书记谢列斯特推行了略微温和的“乌克兰化”政策。但在1972年谢列斯特下台后，迎合勃列日涅夫政权“苏联人民”的宣传，乌克兰再度推行“俄罗斯化”政策。这些政策只是到80年代中期开始有所软化，90年代乌克兰独立后才被完全扭转。
第二次世界大战前后是乌克兰苏维埃社会主义共和国民族格局的一个分水岭。在获得西乌克兰领土以及喀尔巴阡鲁塞尼亚后，罗马尼亚人、匈牙利人、罗姆人的数目都有所增加；不过波兰人的数目反而减少，这和斯大林的人口交换政策有关。第二次世界大战还导致德意志人的数目锐减，他们大多在战后遭到当局驱逐。犹太人的数目也连年递减。
在1926年人口普查时，有450万乌克兰族居住在乌克兰领土之外的俄国领土内，这些地区的乌克兰族随后在“俄罗斯化”政策影响下被俄罗斯族同化。1937年人口普查时，居住于乌克兰之外的乌克兰族人口大幅减少。
| 民族           | 1926       | %     | 1939       | %     | 1959       | %     | 1970       | %     | 1979       | %     | 1989       | %     |
| -------------- | ---------- | ----- | ---------- | ----- | ---------- | ----- | ---------- | ----- | ---------- | ----- | ---------- | ----- |
| 乌克兰人       | 23,218,900 | 80.01 | 23,667,500 | 76.48 | 32,158,500 | 76.81 | 35,283,900 | 74.87 | 36,489,000 | 73.55 | 37,419,053 | 72.73 |
| 俄羅斯人       | 2,677,200  | 9.23  | 4,175,300  | 13.49 | 7,090,800  | 16.94 | 9,126,300  | 19.37 | 10,471,600 | 21.11 | 11,355,582 | 22.07 |
| 白俄罗斯人     | 75,842     | 0.26  | 158,200    | 0.51  | 290,900    | 0.69  | 385,800    | 0.82  | 406,100    | 0.82  | 440,045    | 0.86  |
| 克里米亞韃靼人 |            |       |            |       | 193        | 0.00  | 3,554      | 0.008 | 6,636      | 0.01  | 46,807     | 0.09  |
| 摩爾多瓦人     | 257,800    | 0.89  | 260,400    | 0.84  | 241,700    | 0.58  | 265,900    | 0.56  | 293,600    | 0.59  | 324,525    | 0.63  |
| 保加利亞人     | 92,078     | 0.32  | 113,500    | 0.37  | 219,400    | 0.52  | 234,400    | 0.50  | 238,200    | 0.48  | 233,800    | 0.45  |
| 马扎尔人       | 869        | 0.003 |            |       | 149,200    | 0.36  | 157,700    | 0.33  | 164,400    | 0.33  | 163,111    | 0.32  |
| 羅馬尼亞人     | 1,530      | 0.005 | 825        | 0.003 | 100,900    | 0.24  | 112,100    | 0.24  | 121,800    | 0.25  | 134,825    | 0.26  |
| 波蘭人         | 476,400    | 1.64  | 357,700    | 1.16  | 363,300    | 0.87  | 295,100    | 0.63  | 258,300    | 0.52  | 219,179    | 0.43  |
| 犹太人         | 1,574,400  | 5.43  | 1,532,800  | 4.95  | 840,300    | 2.01  | 776,100    | 1.65  | 632,900    | 1.28  | 486,326    | 0.95  |
| 希臘人         | 104,700    | 0.36  | 107,000    | 0.35  | 104,400    | 0.25  | 106,900    | 0.23  | 104,100    | 0.21  | 98,594     | 0.19  |
| 亚美尼亚人     | 10,631     | 0.04  | 21,688     | 0.07  | 28,024     | 0.07  | 33,439     | 0.07  | 38,646     | 0.08  | 54,200     | 0.11  |
| 鞑靼人         | 22,281     | 0.08  | 55,456     | 0.18  | 61,334     | 0.15  | 72,658     | 0.15  | 83,906     | 0.17  | 86,875     | 0.17  |
| 罗姆人         | 13,578     | 0.05  | 10,443     | 0.03  | 22,515     | 0.05  | 30,091     | 0.06  | 34,411     | 0.07  | 47,917     | 0.09  |
| 阿塞拜疆族     | 56         | 0.00  | 4,626      | 0.015 | 6,680      | 0.02  | 10,769     | 0.02  | 17,235     | 0.03  | 36,961     | 0.07  |
| 格鲁吉亚人     | 1,265      | 0.004 | 10,063     | 0.03  | 11,574     | 0.03  | 14,650     | 0.03  | 16,301     | 0.03  | 23,540     | 0.05  |
| 德意志人       | 393,900    | 1.36  | 392,500    | 1.27  | 23,243     | 0.06  | 29,871     | 0.06  | 34,139     | 0.07  | 37,849     | 0.07  |
| 加告茲人       | 0.014      | 0.00  |            |       | 23,530     | 0.06  | 26,464     | 0.06  | 29,398     | 0.06  | 31,967     | 0.06  |
| 总计           | 29,018,200 | 100.0 | 30,946,200 | 100.0 | 41,869,000 | 100.0 | 47,126,500 | 100.0 | 49,609,300 | 100.0 | 51,452,034 | 100.0 |

### 语言

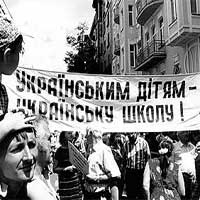
抗议“俄罗斯化”政策的民众示威。横幅上书“为乌克兰儿童开放乌克兰语学校”

乌克兰语是乌克兰族的传统语言。虽然苏联不制定官方语言，俄语仍然是占优势地位的全国通用语言，被定位为“跨民族交流语言”。在俄国内战时期，乌克兰民族主义兴起，乌克兰语得到民族主义知识分子和布尔什维克提倡。此前乌克兰地区经历了俄罗斯帝国时期长期的“俄罗斯化”政策，乌克兰语长期在非正式的环境下使用。然而，在乌克兰苏维埃社会主义共和国的整个历史内，乌克兰语的地位随着领导人的立场而摇摆不定。乌克兰苏维埃政权确立其统治后的近10年内，受布尔什维克当局的政策影响，乌克兰语成为受提倡的主流语言。乌克兰语教育体系迅速发展，到1929年，乌克兰有超过97%的高中生接受乌克兰语高中教育。城区的乌克兰语使用比例也随着乌克兰语人口迁入而提高；新出版书籍中，乌克兰语书籍比重占到83%。
斯大林掌权后，再度在乌克兰实行“俄罗斯化”政策。使用乌克兰语被认为有“资产阶级民族主义”嫌疑，大量乌克兰报纸、刊物和学校改用俄语。许多使用乌克兰语的知识分子和文人被处决，称为“被處決的文藝復興”。1933年，当局囚禁或处决了大量知识分子、作家和艺术家，乌克兰自主正教会也被取缔，基辅地区党委第一书记帕维尔·波斯特舍夫在当年的乌共十二大上声称“1933年是击溃乌克兰民族主义反革命的年份”。赫鲁晓夫掌权后没有推翻斯大林的“俄罗斯化”政策，并在1957年后着手限制非俄语语言的地位。当局在1958年撤回了要求非俄罗斯族儿童接受母语教育的规定，绝大部分大学以俄语为教学语言，且高薪酬的职位只使用俄语作为工作语言。1961年10月，他在苏共二十二大上表示要“二十年实现共产主义”，届时将没有民族之分。赫鲁晓夫称俄语是苏联各民族交流合作的通用语言，越早通行俄语，共产主义就越早实现，故进一步提高俄语地位。在1951年至1956年，仅使用俄语的乌克兰学生比重从18%升高到31%；在乌克兰语学校就读的学生比重从81%降低到65%。1959年，基辅仅有23%的学生接受乌克兰语教学，许多俄语学校的学生拒绝将乌克兰语作为学习科目。
1963年，谢列斯特继任乌共第一书记，任内温和地推行“乌克兰化”政策。1964年，进入勃列日涅夫时期。勃列日涅夫弃用“二十年实现共产主义”的表达，而采用“现实社会主义”的概念，表示苏联将长期处在社会主义阶段，但仍继续“俄罗斯化”政策。不过，在谢列斯特主政乌克兰期间（1963—1972年），政府鼓励使用乌克兰语，促使了乌克兰语媒体、学术和文化的复兴。1972年，谢列斯特卸任乌共第一书记，由亲勃列日涅夫的谢尔比茨基继任，他取消谢列斯特时期的“乌克兰化”政策，再度推行“俄罗斯化”政策，在教育领域全面采用俄语，打压谢列斯特统治期间活跃的乌克兰语媒体、学术与文化组织。谢尔比茨基曾在1973年10月的一次党内演讲中称，作为一名心怀国际主义的乌克兰人，要体现出和全苏联人民的情谊，特别是和伟大的俄罗斯民族以及对其语言文化的兄弟情，俄语是革命的语言、列宁的语言，国际交流和团结的语言。1989年9月谢尔比茨基下台，而随着戈尔巴乔夫的“开放政策”，“俄罗斯化”进程停滞。1989年10月28日，乌克兰最高苏维埃宣布乌克兰苏维埃社会主义共和国的唯一官方语言是乌克兰语；俄语则是“全苏联通用语言”。

## 经济

### 农业

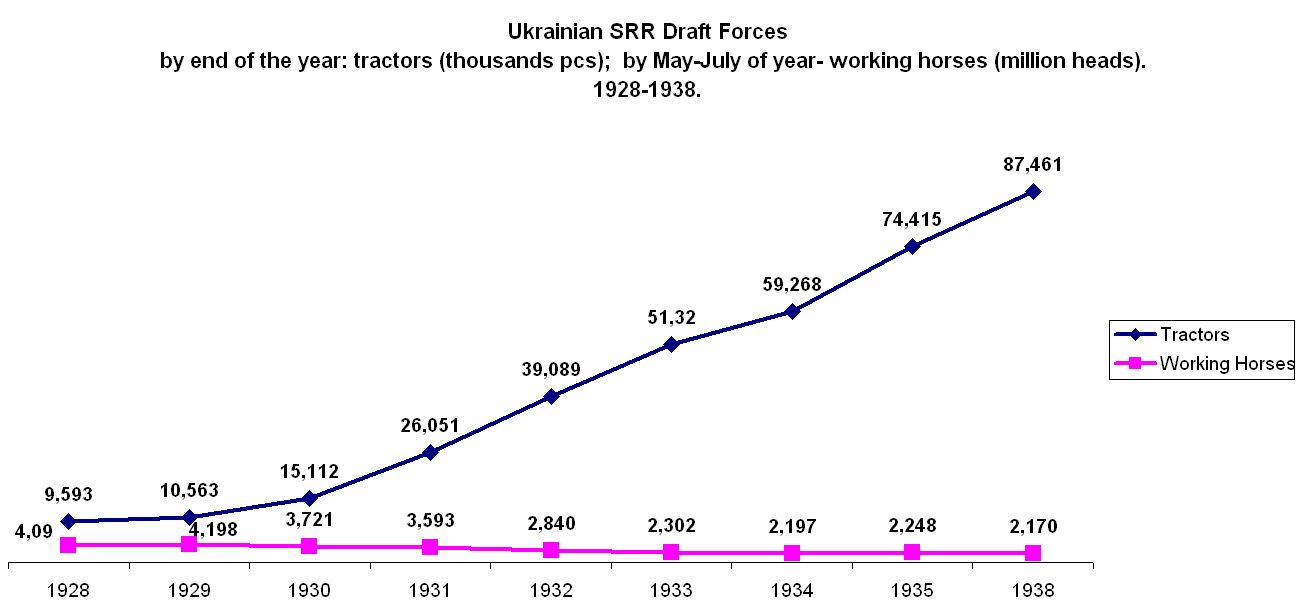
1928年至1938年，拖拉机使用量和农作用马匹使用量的变化对比图

1928年，斯大林决定实施第一个五年计划，工业迅速增长，但农业保持停滞。斯大林推行“农业集体化”政策，其失误导致粮食产量暴跌、大量人口饿死，即“乌克兰大饥荒”。随后的苏德战争也严重打击了乌克兰农业生产。1945年，乌克兰农业产值仅仅是1940年的40%。战后，“农业集体化”政策继续实施，集体农场的数目从1940年的2.8万增长到1949年的3.3万，共4,500万公顷耕地；国有农场的数目增长较少，在1950年时有935所，共1,210万公顷耕地。在1950年和1955年的两个五年计划结束时，乌克兰农业产值仍然远低于1940年的水平。这和集体农场生产效率较低有关，同时彼时的天气变化也是苏联的计划经济系统难以预料到的。战后，苏联的人均谷物消耗量降低，逐渐导致之后严重的粮食短缺问题。
苏联的农业产量虽然在战后有所增长，但乌克兰人在计划经济体制下仍然面临严重的粮食短缺问题。乌克兰农业在20世纪50年代和60年代早期达到产量的高峰，但当时全苏联和乌克兰的人均消耗谷物量却有所下跌。赫鲁晓夫试图扩大耕作规模并改种玉米来解决粮食问题，乌克兰的玉米种植面积增长了600%。从1959年到1963年，三分之一的乌克兰耕地种植玉米，小麦和裸麦的产量下跌。然而，赫鲁晓夫的农业政策仍然失败，到1963年，苏联不得不从国外进口粮食。乌克兰的农业生产率在这一时期急剧下降，在20世纪70年代至80年代有所恢复。

### 工业

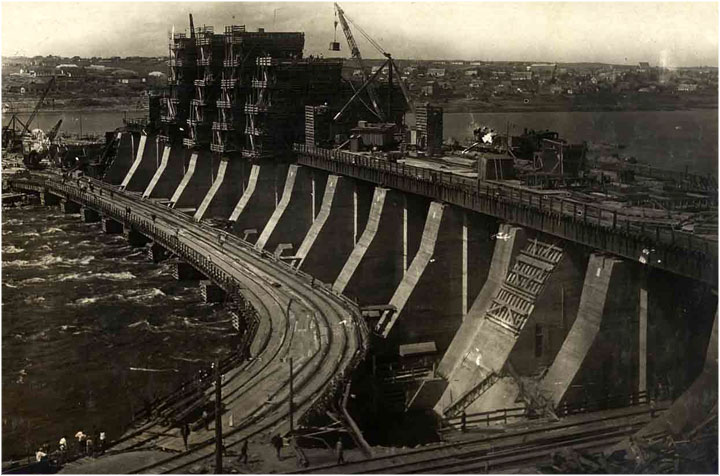
1934年，建设中的第聂伯河水电站

1928年，斯大林决定实施第一个五年计划，以农业为中心的乌克兰迎来了前所未有的工业化改革。在第一个五年计划实施期间，乌克兰的工业产值实现了翻番，创下联盟内工业增长纪录。农村人口随之大量涌入城市，乌克兰城镇人口在此期间从19%增长到了34%。建于1932年的第聂伯河水电站成为苏联经济力量的体现之一。第二次世界大战以后的1945年的工业产值仅是1940年的26%。1946年，苏联开始实施第四个五年计划，在这次五年计划中迅速完成了战后恢复重建，是引人注目的经济奇迹之一。1950年的工业产值已经超过了1940年的水平。常被苏联轻视的轻工业也有所发展。在此期间，乌克兰得到了大量资金投入，劳动力人口也有所增加，完成了经济重建。战前时苏联预算的15.9%用于乌克兰的投资，到1950年增长到19.3%。劳动力从1945年的120万增长到1955年的290万，较1940年水平增长了33.2%。到1955年，乌克兰的工业产值是1940年的2.2倍还多，部分产品产量位居欧洲之冠。当年乌克兰的生铁和食糖人均产量为欧洲最高，钢和铁矿人均产量为欧洲第二，煤矿人均产量为欧洲第三。
从1965年至苏联解体，乌克兰的工业产值走向下坡路，到20世纪70年代步入停滞。不过停滞的迹象在20世纪70年代表现得并不明显。在1951年至1955年的第五个五年计划期间，乌克兰的工业产值增长率是13.5%；到1981年至1985年的第十一个五年计划结束时，工业增长率仅是3.5%。到20世纪80年代，乌克兰所有经济部门的增长率都跌破两位数，这和苏联计划经济过度偏向重工业、轻视消费品有关。
乌克兰在战后的城市化加剧其能源消耗。在1956年至1972年间，政府沿着第聂伯河建造了5座水库，并建设配套的水力发电设施。除了水力发电快速发展之外，石油产业也步入繁荣，乌克兰成为战后苏联的首处油气产地。20世纪60年代，乌克兰天然气田贡献了苏联总天然气产量的30%。20世纪70年代开始，苏联在乌克兰发展核电产业。根据第十一个五年计划的规划，苏联在乌克兰建造了8座核电厂。

### 书目
- Magocsi, Paul R. . Toronto: University of Toronto Press. 1996. ISBN 0-8020-0830-5.
- Adams, Arthur E. Bolsheviks in the Ukraine: The Second Campaign, 1918—1919 （页面存档备份，存于） (New Haven & London: Yale University Press, 1963).
- Armstrong, John A. The Soviet Bureaucratic Elite: A Case Study of the Ukrainian Apparatus （页面存档备份，存于） (New York: Praeger, 1959).
- Dmytryshyn, Basil. Moscow and the Ukraine, 1918—1953: A Study of Russian Bolshevik Nationality Policy （页面存档备份，存于） (New York: Bookman Associates, 1956).
- Manning, Clarence A. Ukraine under the Soviets （页面存档备份，存于） (New York: Bookman Associates, 1953).
- Sullivant, Robert S. Soviet Politics and the Ukraine, 1917—1957 （页面存档备份，存于） (New York: Columbia University Press, 1962).